# Фінал Кубка європейських чемпіонів 1984
Фінал Кубка європейських чемпіонів 1984 — фінальний матч розіграшу Кубка європейських чемпіонів сезону 1983—1984 років, у якому зустрілися італійська «Рома» та англійський «Ліверпуль». Матч відбувся 30 травня 1984 року на «Стадіо Олімпіко» у Римі. Перемогу з рахунком 4:2 у серії післяматчевих пенальті здобув «Ліверпуль».

## Шлях до фіналу
| Ліверпуль         | Ліверпуль            | Ліверпуль | Ліверпуль | Раунд        | Рома            | Рома                 | Рома     | Рома     |
| ----------------- | -------------------- | --------- | --------- | ------------ | --------------- | -------------------- | -------- | -------- |
| Суперник          | За сумою двох матчів | 1-й матч  | 2-й матч  |              | Суперник        | За сумою двох матчів | 1-й матч | 2-й матч |
| Оденсе            | 6–0                  | 1–0 (Г)   | 5–0 (В)   | Перший раунд | Гетеборг        | 4–2                  | 3–0 (В)  | 1–2 (Г)  |
| Атлетік (Більбао) | 1–0                  | 0–0 (В)   | 1–0 (Г)   | Другий раунд | ЦСКА (Софія)    | 2–0                  | 1–0 (Г)  | 1–0 (В)  |
| Бенфіка (Лісабон) | 5–1                  | 4–1 (В)   | 1–0 (Г)   | 1/4 фіналу   | Динамо (Берлін) | 4–2                  | 3–0 (В)  | 1–2 (Г)  |
| Динамо (Бухарест) | 3–1                  | 1–0 (В)   | 2–1 (Г)   | 1/2 фіналу   | Данді Юнайтед   | 3–2                  | 0–2 (Г)  | 3–0 (В)  |

## Деталі матчу
| 30 травня 1984 |

| Ліверпуль | 1:1 дч | Рома (Рим) |
| --------- | ------ | ---------- |
| Ніл 13'   |        | Пруццо 42' |

| Стадіо Олімпіко, Рим Глядачів: 69 693 Арбітр: Ерік Фредрікссон |

|                                     |     | Пенальті                                   |  |
| Нікол · Ніл · Сунес · Раш · Кеннеді | 4:2 | Ді Бартоломеї · Конті · Рігетті · Граціані |  |

| Ліверпуль | Рома |

| В                | 1  | Брюс Гроббелар |     |     |
| З                | 2  | Філ Ніл        | 32' |     |
| З                | 3  | Алан Кеннеді   |     |     |
| З                | 4  | Марк Лоуренсон |     |     |
| ПЗ               | 5  | Ронні Велан    |     |     |
| З                | 6  | Алан Гансен    |     |     |
| Н                | 7  | Кенні Далгліш  |     | 94' |
| ПЗ               | 8  | Семмі Лі       |     |     |
| Н                | 9  | Іан Раш        |     |     |
| ПЗ               | 10 | Крейг Джонстон |     | 72' |
| ПЗ               | 11 | Грем Сунес     |     |     |
| Запасні:         |    |                |     |     |
| Н                | 12 | Майкл Робінсон |     | 94' |
| В                | 13 | Боб Болдер     |     |     |
| ПЗ               | 14 | Стів Нікол     |     | 72' |
| Н                | 15 | Девід Ходжсон  |     |     |
| ПЗ               | 16 | Гері Гіллеспі  |     |     |
| Головний тренер: |    |                |     |     |
| Джо Феган        |    |                |     |     |

| В                | 1  | Франко Танкреді        |     |      |
| З                | 2  | Мікеле Наппі           |     |      |
| З                | 3  | Себастьяно Нела        |     |      |
| З                | 4  | Убальдо Рігетті        |     |      |
| ПЗ               | 5  | Пауло Фалькао          |     |      |
| З                | 6  | Даріо Бонетті          |     |      |
| ПЗ               | 7  | Бруно Конті            | 15' |      |
| ПЗ               | 8  | Тоніньйо Серезо        |     | 115' |
| Н                | 9  | Роберто Пруццо         |     | 64'  |
| ПЗ               | 10 | Агостіно Ді Бартоломеї |     |      |
| Н                | 11 | Франческо Граціані     |     |      |
| Запасні:         |    |                        |     |      |
| В                | 12 | Астутільйо Мальджольйо |     |      |
| З                | 13 | Емідіо Одді            |     |      |
| ПЗ               | 14 | Марко Страклі          |     | 115' |
| Н                | 15 | Одоакре К'єріко        |     | 64'  |
| Н                | 16 | Франческо Вінченці     |     |      |
| Головний тренер: |    |                        |     |      |
| Нільс Лідгольм   |    |                        |     |      |